# Пірохроїт

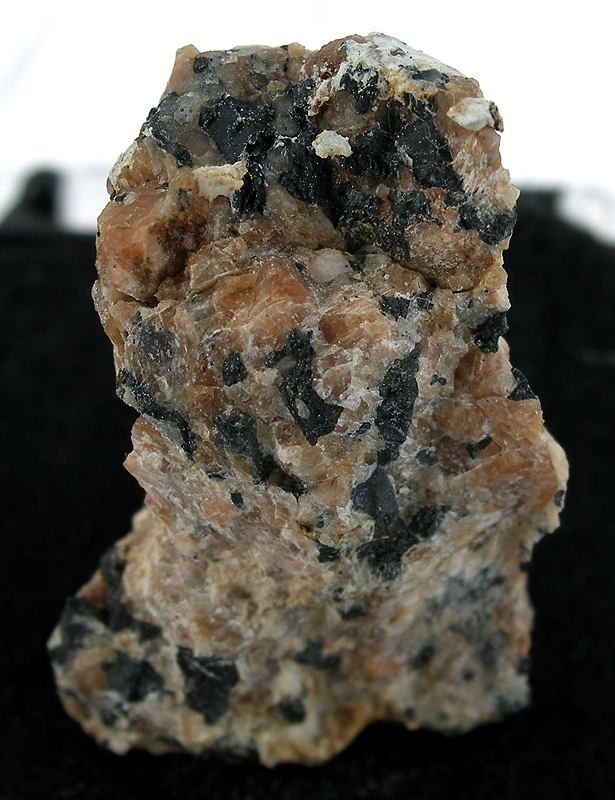
Гаукіт-пірохроїт

Пірохрої́т (рос. пирохроит; англ. pyrochroite; нім. Pyrochroit m) — мінерал, гідроксид манґану шаруватої будови. Хімічна формула: Mn(OH)2. Склад у %: MnO — 79,7; H2O — 20,3. Сингонія тригональна. Дитригонально-скаленоедричний вид. Форми виділення: таблитчасті, рідше ромбоедричні та призматичні кристали, лускуваті маси та тонкі прожилки. Густина 3,25. Тв. 2,5-3,0. Безбарвний до жовтого або бурого. Тонкі листочки гнучкі. На площині спайності перламутровий полиск. У тонких уламках прозорий. У шліфі фіолетового або м'ясо-червоного кольору.
Зустрічається в марганцевих родовищах Нордмаркен, Пайсберґ, Лангбан (Швеція), на родов. Франклін (штат Нью-Джерсі, США), в Гонцен, С.-Гален (Швейцарія), на Уралі (РФ). Рідкісний.
Від пір… і грецьк. «хроа» — колір (L.J.Igelström, 1864).

## Різновиди
Розрізняють:
- пірохроїт залізистий (пірохроїт, який містить до 1,39 % FeO).